# Biljaïvka
Biljaïvka (in ucraino Біляївка?; in russo Беляевка?, Beljaevka) è un centro abitato dell'Ucraina, situato nell'oblast' di Odessa.